# Brunswick (Feige)
Brunswick ist eine Feigensorte der Art Ficus carica, die bereits sehr früh, im 12. Jahrhundert in Deutschland angebaut wurde und für ihren ausgezeichneten Geschmack und ihre sehr große Winterhärte bekannt ist. Sie ist eine zweimaltragende Hausfeige, deren Erträge aber nicht besonders hoch sind. Die Sorte ist auch für Gebiete in Deutschland geeignet, die kein Weinbauklima haben, das heißt für Gebiete mit niedrigeren Sommertemperaturen und weniger Sonnenschein als im typischen Weinbauklima, was zum Beispiel über weite Strecken in Norddeutschland der Fall ist. Brunswick ähnelt sehr der Sorte Madeleine des deux Saisons.

## Synonyme
Der Sortenname hat viele Synonyme: „Braunschweig“, „Brunswig“, „Hannover“, „Brown Hamburg“, „Bayswater“, „Black Naples“, „Boughton“, „Broad White Turkey“, „Clementine“, „Dalmatia“, „Dalmatian“ („Dalmatie“ ist eine andere Feigensorte), „Madonna“, „Magnolia“, „Castle Kennedy“ und „Vashon Violet“.

## Baum
Brunswick hat einen mittelstarken Wuchs und kann in Mitteleuropa eine Höhe von 5 m und eine ebensolche Breite erreichen. Das Blatt ist meist fünflappig und tief eingeschnitten.

## Frucht
Die Vorfeigen der Sorte Brunswick sind tropfenförmig, von unterschiedlicher Färbung von gelbgrün über apricot bis hellbraun, oft von roten Längsstreifen durchzogen. Diese bereits sehr früh – schon im Juni – erscheinenden Feigen sind sehr groß und wiegen meist zwischen 100 und 120 Gramm. Die Herbstfeigen reifen in Mitteleuropa von September bis Oktober, sind ähnlich gefärbt wie die Vorfeigen und wiegen 50 bis 70 Gramm. Das Fruchtfleisch ist rot. Die Frucht schmeckt süß und hat ein ausgezeichnetes Aroma.

## Winterhärte
Brunswick gilt als sehr winterhart und wird erfolgreich in Deutschland im Freiland kultiviert.